# IC 5268
IC 5268 ist ein inexistentes Objekt, welches der Astronom Edward Barnard während seiner Beobachtung fälschlich als IC-Objekt beschrieb.